# Faust (Rockoper)
Faust I – Die Rockoper ist eine Rockoper von Rudolf Volz nach Faust (Der Tragödie erster Teil) von Johann Wolfgang von Goethe. Libretto, Musik und Inszenierung stammen aus der Feder von Volz. Mitkomponisten und Arrangeure sind Michael Wagner, Uwe Rodi, Matthias Kohl und Uwe Rublack.
Die Uraufführung fand am 27. September 1997 in Ulm statt. Gleichzeitig erschien die erste CD.
Zu diesem Bühnenwerk gibt es die Fortsetzung Faust II – Die Rockoper.

## Stilistik
Es werden ausschließlich Originaltexte von Goethe verwendet. Die einzigen Stilmittel sind Repetition und Streichung von Originaltexten. Dementsprechend ist das Libretto eine Bearbeitung von Goethes Originalwerk. Diese Rockoper ist nicht nur ein Konzeptalbum, sondern hat eine theatralische Umsetzung in Form eines Rock-Spektakels, eine Kombination von klassischer deutscher Literatur mit Rockmusik im Stil der 1970er Jahre.
Der Literaturwissenschaftler Rüdiger Safranski äußerte in einem Interview: „Der Faust-Stoff hat seine Ursprünge im Marionetten-Spiel, das war zu jener Zeit die Rockoper. Gefreut hat mich vor allem die Texttreue zur Goethe-Version“.
Prägenden Einfluss hatten die Werke Tommy von The Who und The Wall von Pink Floyd. Die Idee zur Rockoper Faust entstand im Jahr 1995 bei einem Theaterstück zu Der Steppenwolf von Hermann Hesse, welches viele Parallelfiguren zu Goethes Faust hat.

## Songtitel
Erste Spielhälfte
1. Tierischer als jedes Tier (Szene: „Prolog im Himmel“, ab Zeile-Nr. 271)
2. Wette (ab Zeilen-Nr. 293)
3. Der Magie ergeben (Szene: „Nacht“, ab Zeilen-Nr. 354)
4. Mondenschein (ab Zeilen-Nr. 398)
5. Erdgeist (ab Zeilen-Nr. 482)
6. Das Leben mir verhasst (ab Zeilen-Nr. 703, 1570)
7. Geistergesang (ab Zeilen-Nr. 1447)
8. Des Pudels Kern (ab Zeilen-Nr. 1247, seit 2014)
9. Osterspaziergang (Szene: „Vor dem Tor“, ab Zeilen-Nr. 903, seit 2010)
10. Das Böse (Szene: „Studierzimmer“, ab Zeilen-Nr. 1327)
11. Grau ist alle Theorie (ab Zeilen-Nr. 1928, seit 1999)
12. Du bleibst doch immer (ab Zeilen-Nr. 1542, 1730, 1806)
13. Der hölzerne Tisch (Szene: „Auerbachs Keller in Leipzig“, ab Zeilen-Nr. 2260, seit 2009)
14. Hexen-Einmaleins (Szene: „Hexenküche“, ab Zeilen-Nr. 2540)
15. Wissenschaft (ab Zeilen-Nr. 2567)

Zweite Spielhälfte
1. König in Thule (Szene: „Abend: Ein kleines reinliches Zimmer“, ab Zeilen-Nr. 2759)
2. Am Golde hängt doch alles (ab Zeilen-Nr. 2783)
3. Kein Teufel wär (Szene: „Spaziergang“, ab Zeilen-Nr. 2805)
4. Ihr Mann ist tot (Szene: „Der Nachbarin Haus“, ab Zeilen-Nr. 2914)
5. Er liebt mich (Szene: „Garten“, ab Zeilen-Nr. 3179)
6. Meine Ruh ist hin (Szene: „Gretchens Stube“, ab Zeilen-Nr. 3374)
7. Heimlich Grauen (Szene: „Marthens Garten“, ab Zeilen-Nr. 3471)
8. Schmerzenreiche (Szene: „Zwinger“, ab Zeilen-Nr. 3602)
9. Böser Geist (Szene: „Dom“, ab Zeilen-Nr. 3776)
10. Zum Brocken (Szene: „Walpurgisnacht“, ab Zeilen-Nr. 3658)
11. Hexenelement (ab Zeilen-Nr. 4016, 4035)
12. Walpurgisnacht (ab Zeilen-Nr. 4128)
13. Phantombild Grete (ab Zeilen-Nr. 4183)
14. Befrei sie (Szene: „Trüber Tag. Feld“, ab Zeilen-Nr. 4399)
15. Meine Mutter hab ich umgebracht (Szene: „Kerker“, ab Zeilen-Nr. 4427, 4544)

## Diskographie
CDs
- Faust – Die Rockoper (1997)
- Faust – Die Rockoper (4-er CD-Box Faust I + II, 2006)

DVD
- Faust – Die Rockoper (Studioverfilmung von Faust I, 2006)

## Aufführungen

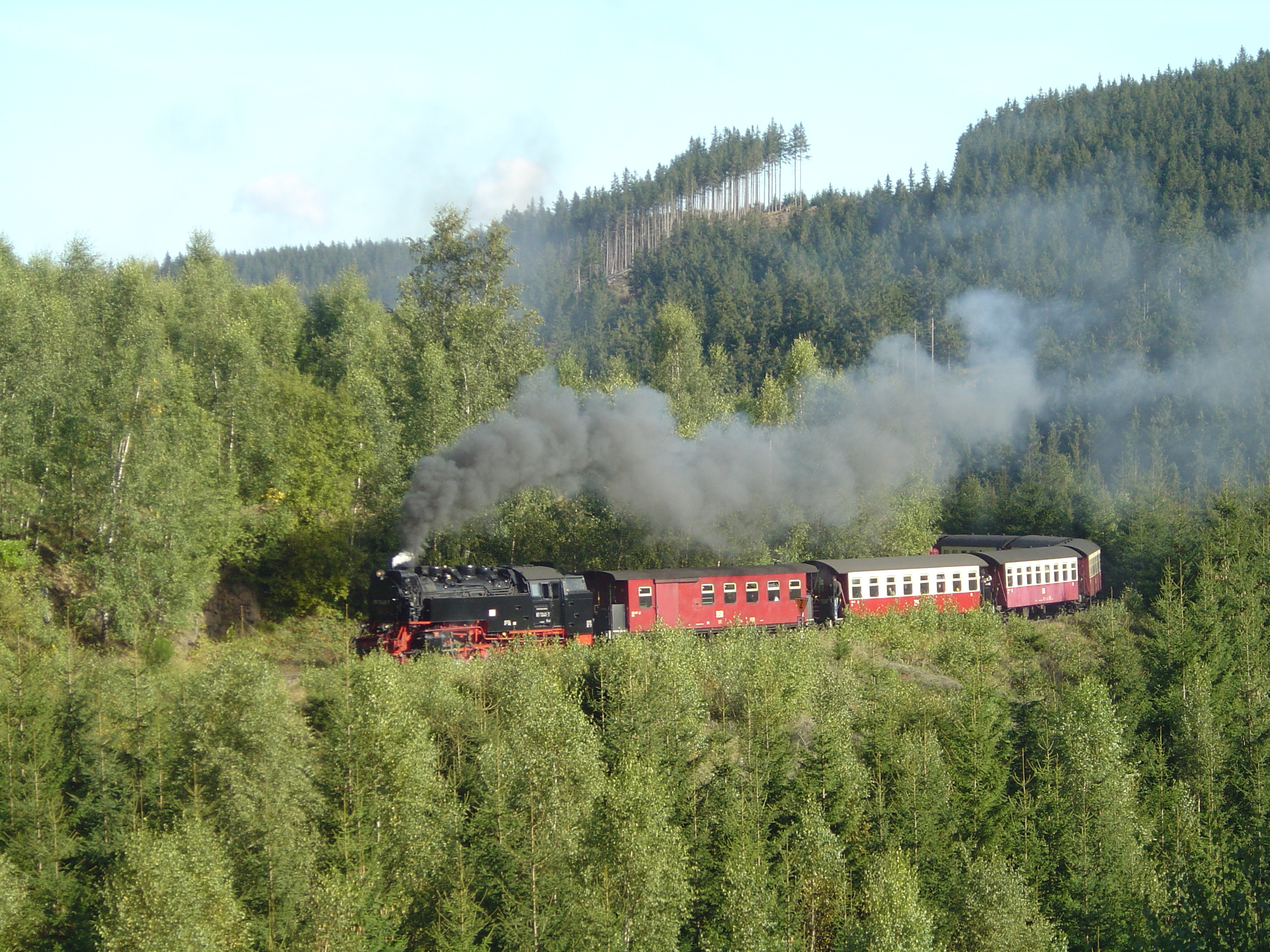
Dampfzug der HSB zum Brocken

Seit 2006 gibt es Aufführungen im Goethe-Saal auf dem Brocken im Harz. Der Ort ist mit dem Stück durch die Szene Walpurgisnacht literarisch verbunden. Dabei werden die Zuschauer im Dampfzug der Harzer Schmalspurbahnen (HSB) zum Brocken hinauf- und heruntergefahren. Bisher gab es knapp 400 Aufführungen. Das Projekt entstand auf Idee und Initiative des Vertriebsleiters der HSB Dietrich E. König.
Seit 2009 gibt es ebenfalls Aufführungen in Auerbachs Keller in Leipzig, dem Handlungsort der gleichnamigen Szene mit dem Trinkgelage der Studenten. Dabei wird die Sage vom Fassflug nach knapp 500 Jahren tatsächlich vorgeführt.

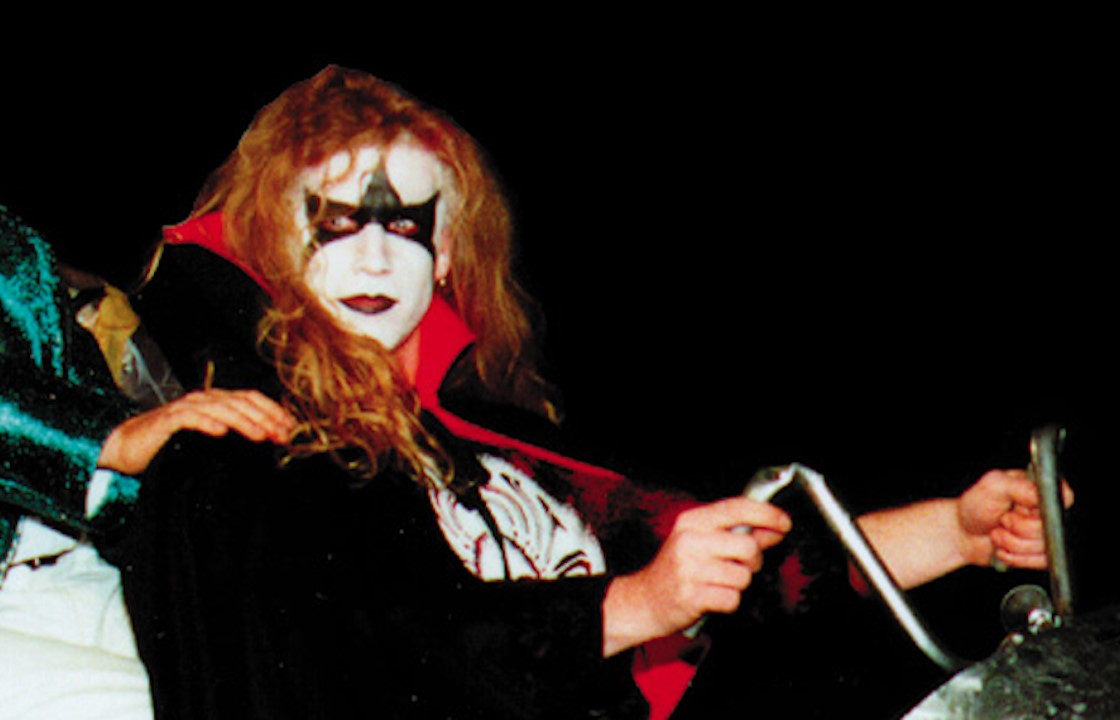
Falko Illing als Mephisto (1997)

Falko Illing verkörperte schon zu Beginn des Projektes im Jahr 1997 die Rolle des Mephistos. Er hat bisher bei sämtlichen CD- und DVD-Produktionen mitgewirkt und ist bei sämtlichen Aufführungen auf dem Brocken und in Auerbachs Keller auf der Bühne gestanden.
Im Jahr 2002 gab es mehrere Aufführungen mit einem lokalen Ensemble in Arequipa, Peru. Die Aufführungen waren in spanischer Sprache mit einer inhaltsgetreuen und musikgerechten Übersetzung aus der Feder von Rocio Oporto und Gabriel Barriga Gómez.
Aufgrund der Verständlichkeit, Text- und Intensionstreue des Stücks gab es bisher viele Schülervorstellungen, welche als motivierende Ergänzung zum Schulunterricht betrachtet werden.
Anlässlich eines Auftritts in Hof im Jahr 2007 wurde die Rockoper in den Fernwehpark Oberkotzau Signs of Fame aufgenommen.

## Bilder

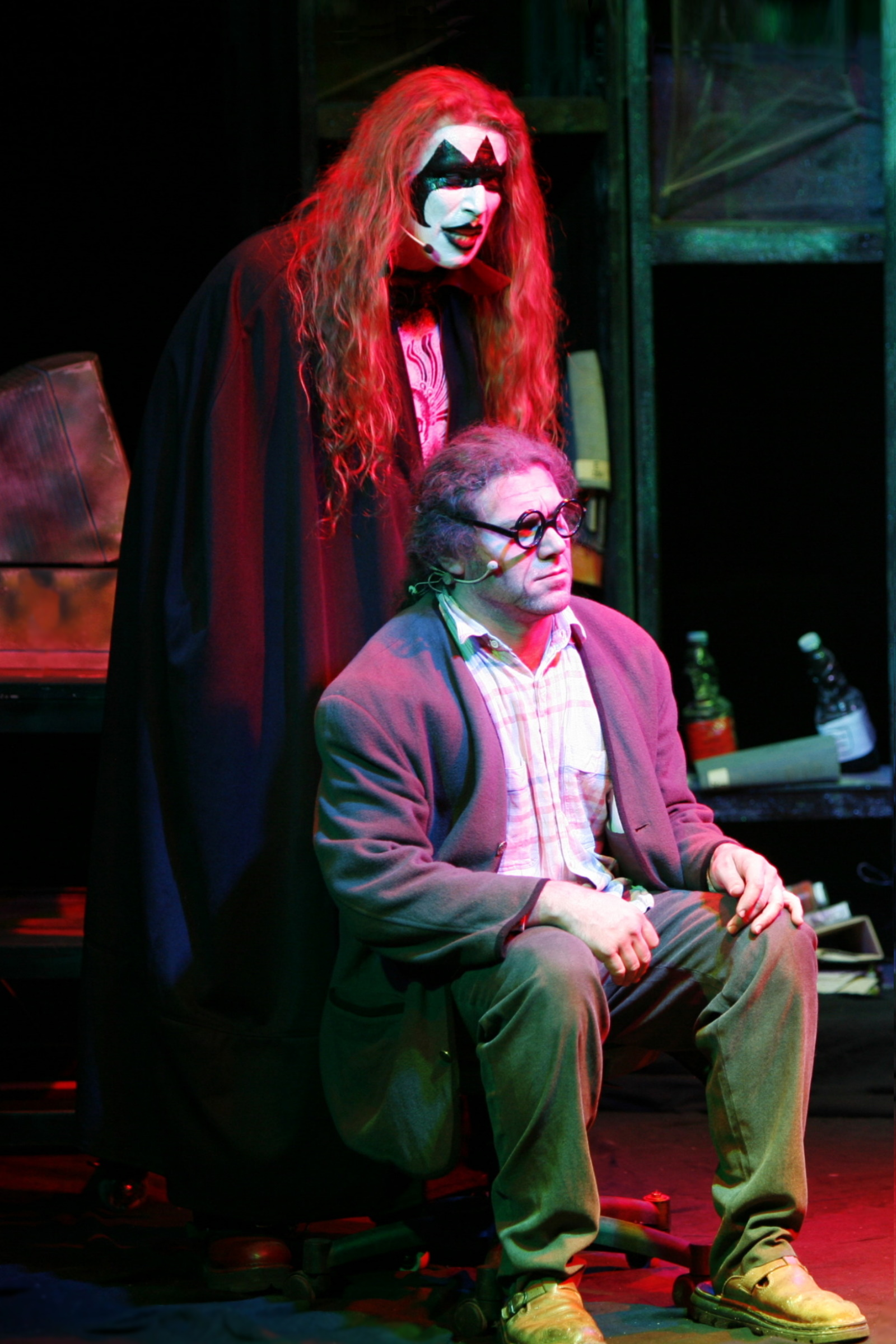
Mephisto & Faust im Studierzimmer
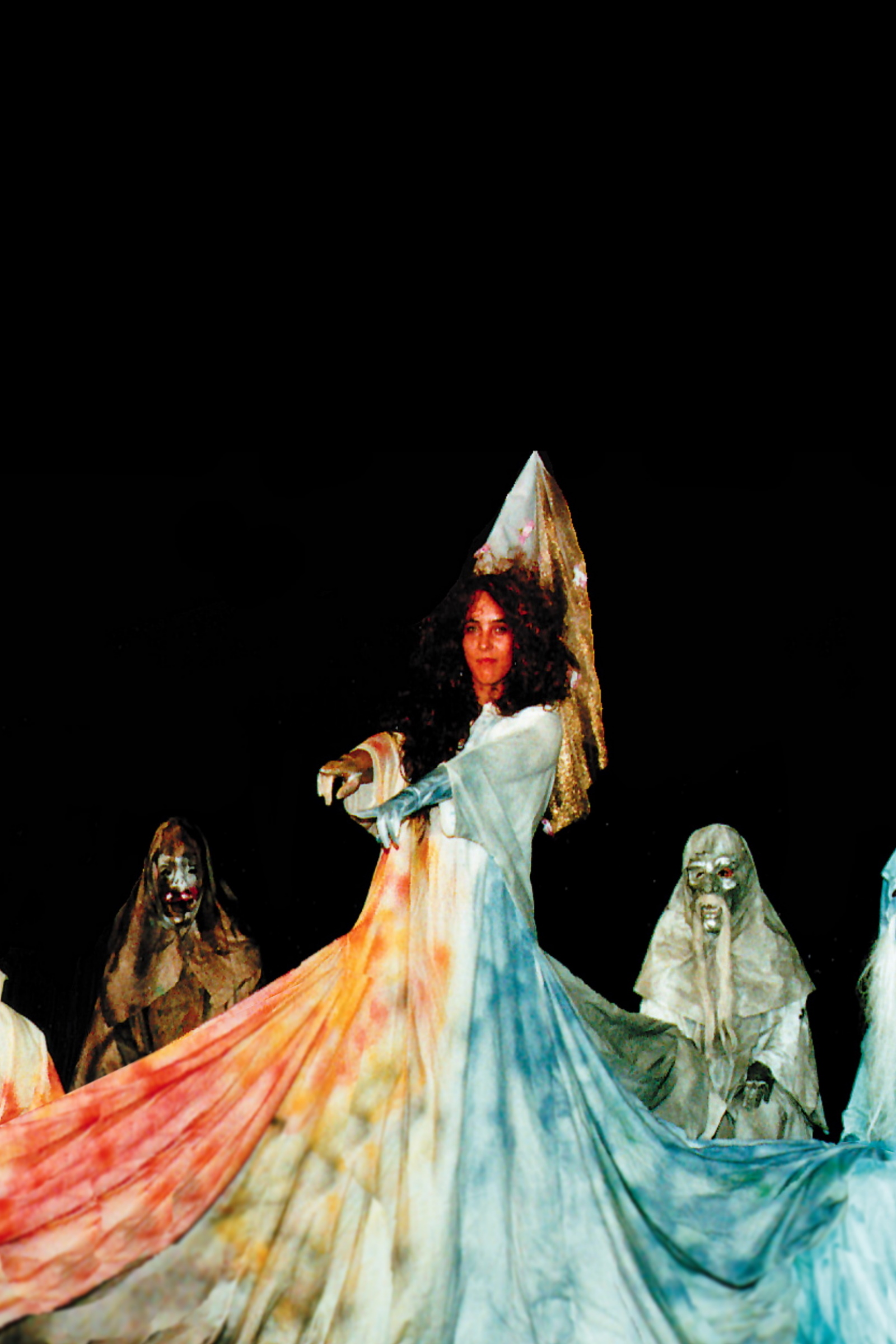
Erdgeist mit den vier Elementen
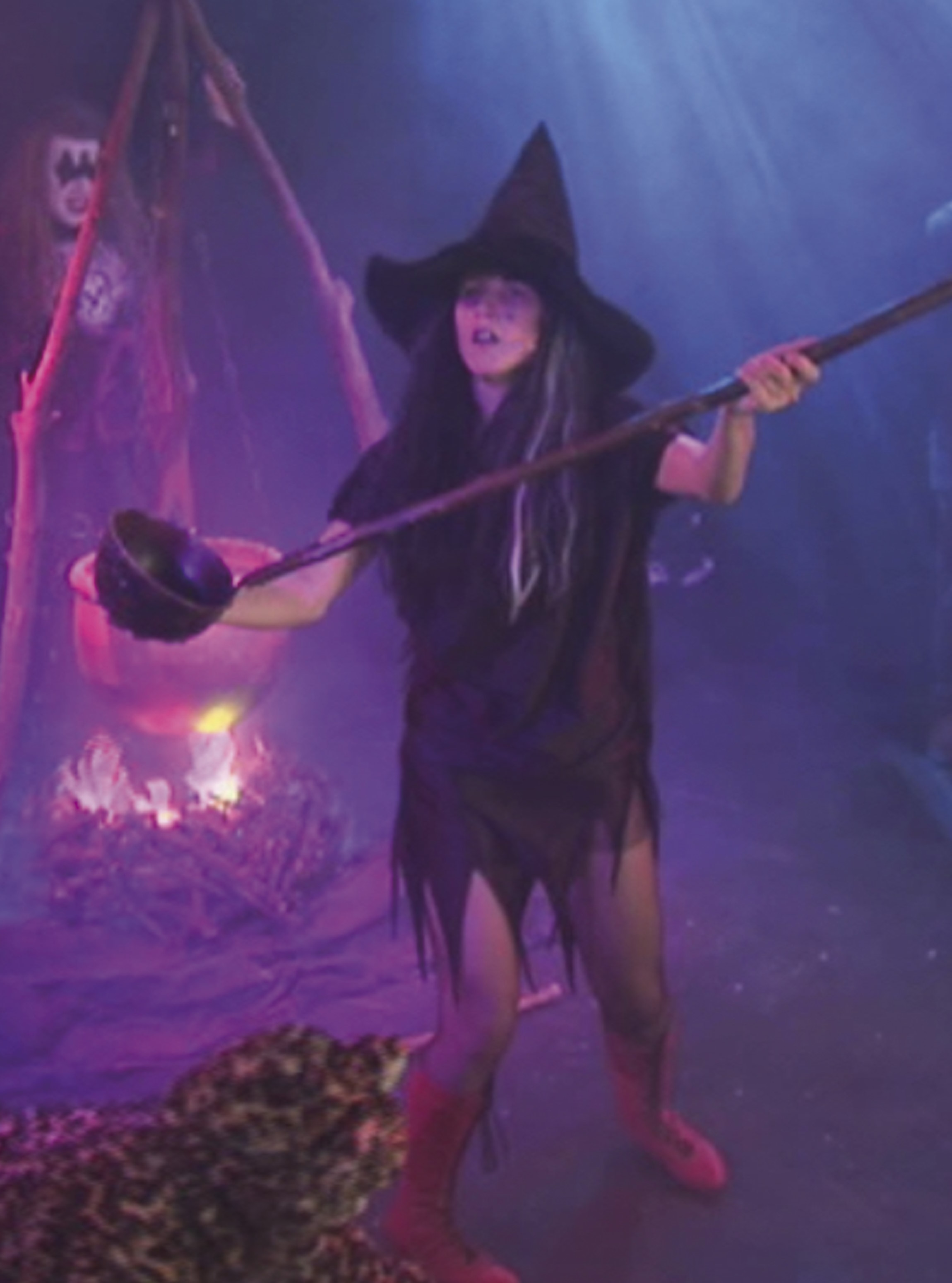
Hexe zitiert das Hexeneinmaleins
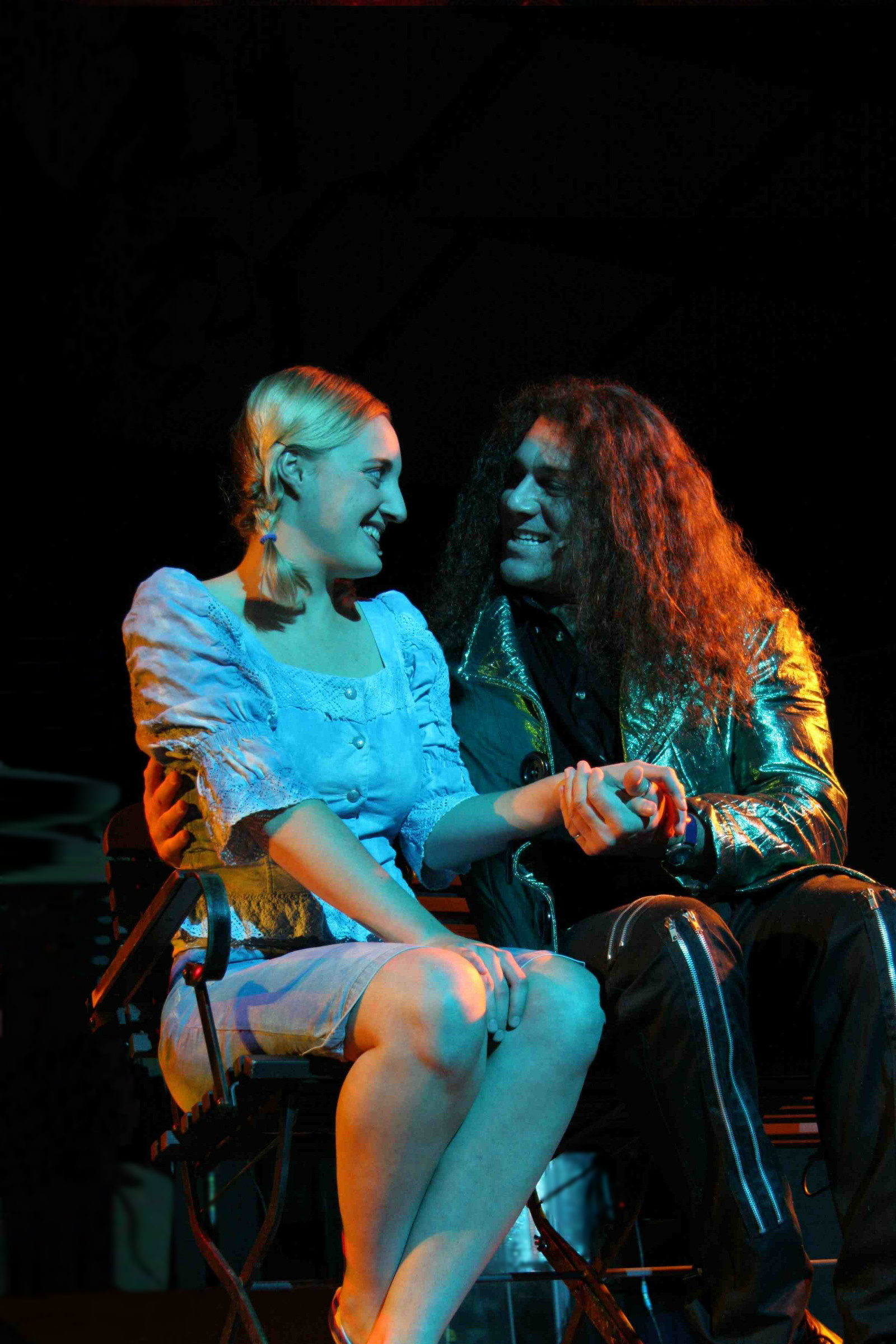
Gretchen & verjüngter Faust
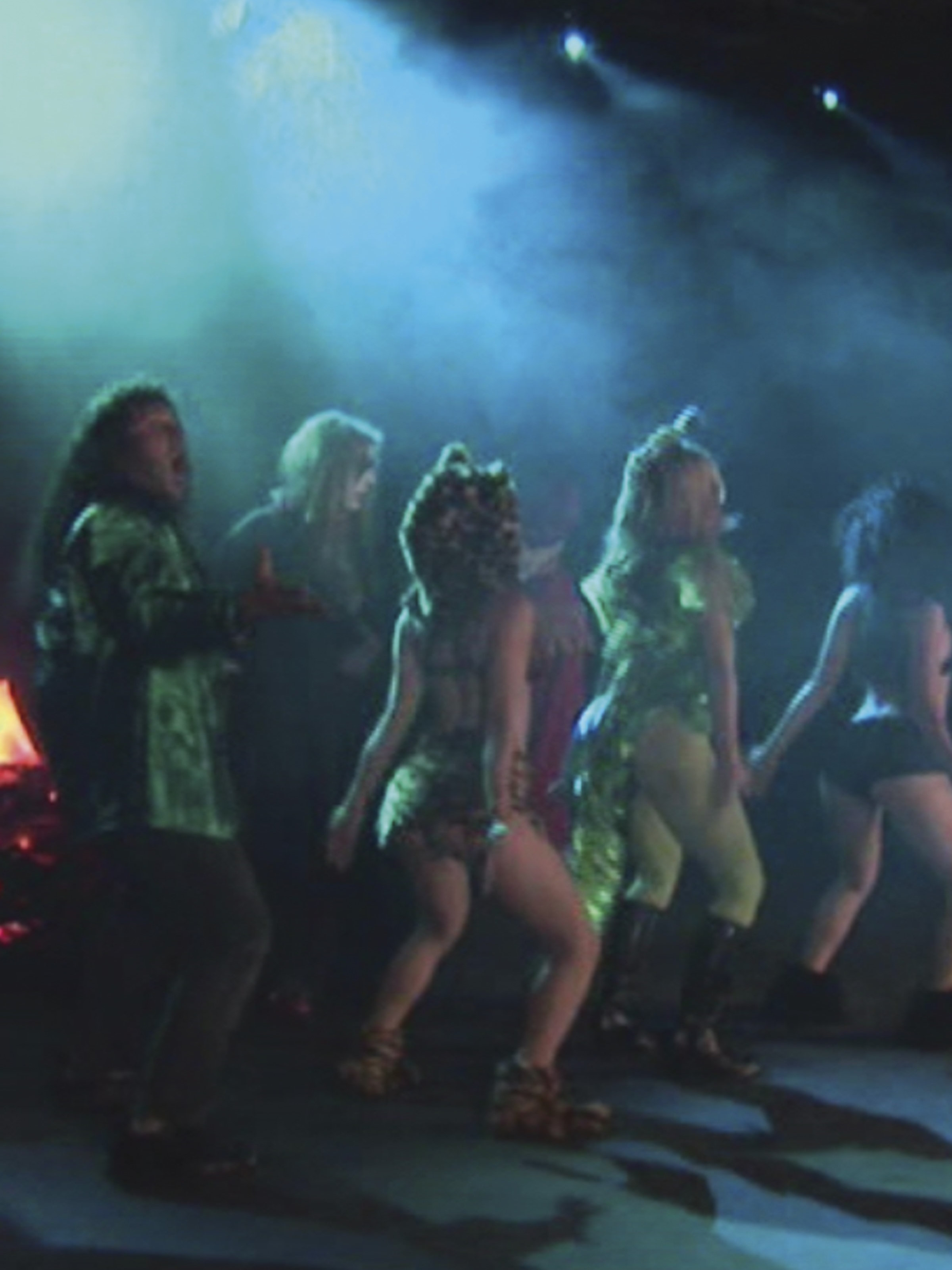
Walpurgisnacht
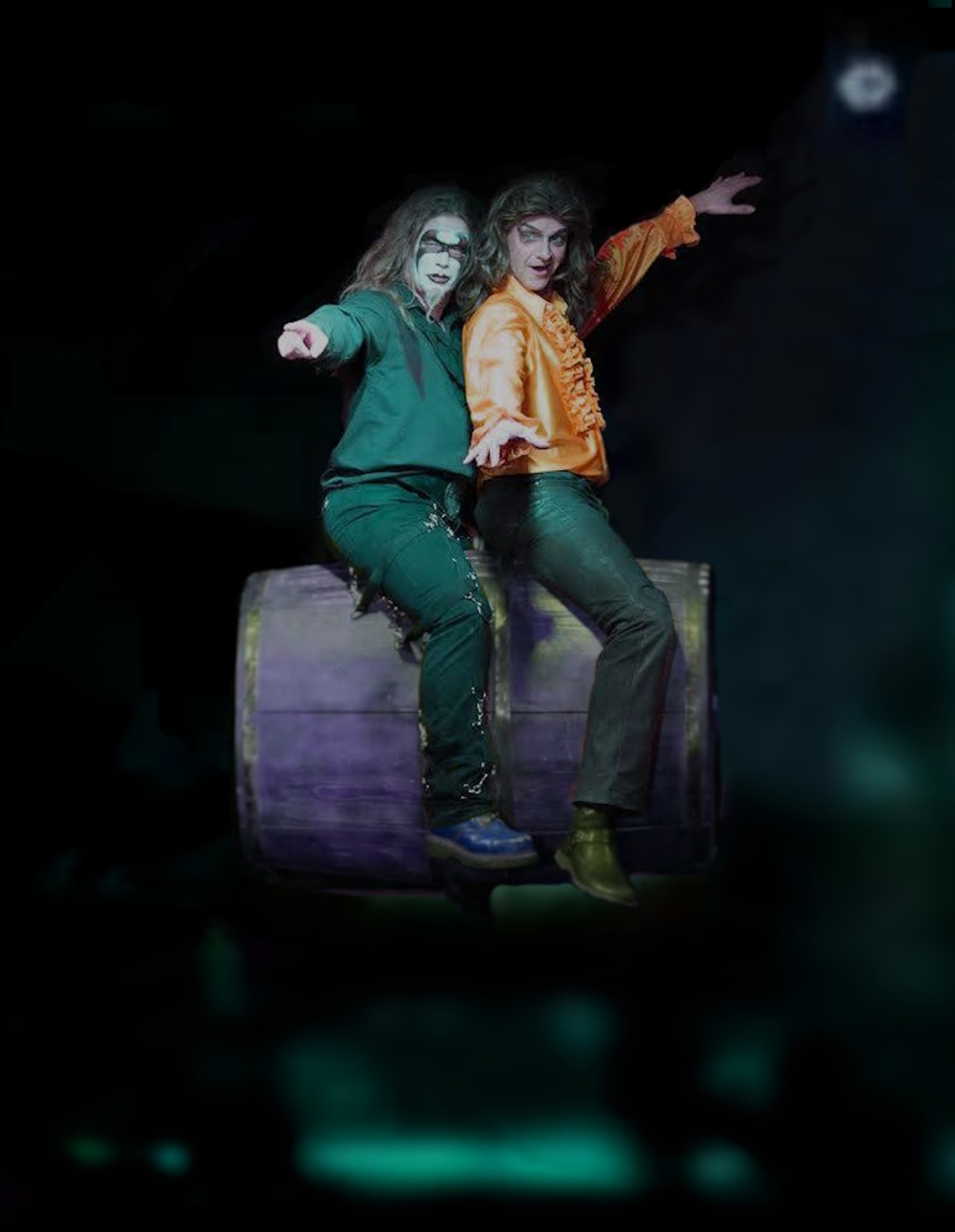
Fassflug in Auerbachs Keller (2015)